# 澎湖阵亡将士之灵碑
澎湖阵亡将士之灵碑，位于中国福建省厦门市思明区万石植物园，清康熙二十二年（1683年）六月，施琅率两万大军攻打澎湖，大败郑军刘国轩部。此役清军共计阵亡329人。康熙五十三年（1714年），福建陆路提督蓝理在此建祠纪念阵亡将士。现祠堂无存，仅有原祠堂中的澎湖阵亡将士之灵碑1通。碑坐东朝西，高2.12米，宽0.84米，厚0.2米，花岗岩质，上直行题刻“澎湖阵亡将士之灵”八字。石碑下承碑座，前有石供桌。雍正十一年（1733年）清溪司铎李铨《癸丑仲夏谒将士祠有感》题词和康熙五十三年（1714年）僧人衲果所立的有关蓝理等为澎湖阵亡将士祠捐金置产的记事题刻，为附属文物。2009年11月16日公布为第七批福建省文物保护单位。